# Døde i 1984
Døde i 1984  er en liste over notable personer, der er afgået ved døden i 1984 . 

## Januar
| - Alexis Korner - Fulvio Bernardini - Paul Ben-Haim - Johnny Weissmuller |

- 1. januar – Alexis Korner, britisk musiker (født 1928).
- 1. januar – Kaarlo Vähämäki, finsk gymnast (født 1892).
- 4. januar – Gösta Lindh, svensk fodboldspiller (født 1924).
- 5. januar – Dmitrij Vasiljev, sovjetisk filminstruktør (født 1900).
- 7. januar – Alfred Kastler, fransk fysiker og nobelprismodtager (født 1902).
- 7. januar – Anders Bjerrum, dansk dialektolog, sproghistoriker og professor (født 1903).
- 11. januar – Fritz Geissler, tysk violinist, komponist og professor (født 1921).
- 13. januar – Fulvio Bernardini, italiensk fodboldspiller (født 1905).
- 14. januar – Paul Ben-Haim, israelsk komponist (født 1897).
- 14. januar – Ray Kroc, amerikansk forretningsmand (født 1902).
- 15. januar – Frederik Fabricius-Bjerre, dansk matematiker og professor (født 1903).
- 20. januar – Johnny Weissmuller, østrigungarsk-født amerikansk svømmer og skuespiller (født 1904).
- 21. januar – Jackie Wilson, amerikansk sanger og sangskriver (født 1934).
- 23. januar – Hans Christian Sørensen, dansk gymnast (født 1900).
- 24. januar – Svend Fournais, dansk arkitekt (født 1907).
- 25. januar – Egon Nielsen, dansk forfatter (født 1916).
- 27. januar – Hans Krag, norsk forfatter og heraldiker (født 1904).
- 29. januar – Frances Goodrich, amerikansk dramatiker og manuskriptforfatter (født 1890).
- 30. januar – Luke Kelly, irsk sanger og folkemusiker (født 1940).

## Februar
| - Anna Anderson - Julio Cortázar - Ethel Merman - Mikhail Sjolokhov |

- 8. februar – Karel Miljon, nederlandsk bokser (født 1903).
- 8. februar – Philippe Ariès, fransk historiker (født 1914).
- 9. februar – Jurij Andropov, sovjetisk politiker (født 1914).
- 12. februar – Anna Anderson, tysk-amerikansk bedrager der udgav sig for at være Anastasia Nikolajevna af Rusland (født 1896).
- 12. februar – Julio Cortázar, argentinsk forfatter (født 1914).
- 14. februar – Helge Larsen, dansk arkæolog og museumsinspektør (født 1905).
- 15. februar – Ethel Merman, amerikansk skuespiller og sanger (født 1908).
- 18. februar – Flemming Lassen, dansk arkitekt (født 1902).
- 20. februar – Fikret Amirov, aserbajdsjansk komponist (født 1922).
- 21. februar – Mikhail Sjolokhov, sovjetisk forfatter og nobelprismodtager (født 1905).
- 22. februar – Wilhelm Müller, tysk håndboldspiller (født 1909).
- 27. februar – Bruno Henriksen, dansk pianist og kapelmester (født 1910).
- 29. februar – Johan Cornelius Krieger, dansk brigadechef (født 1917).

## Marts
| - Tito Gobbi - William Powell - Martin Niemöller - Hakon Ahlberg - K.B. Andersen |

- 1. marts – Jackie Coogan, amerikansk skuespiller (født 1914).
- 5. marts – Tito Gobbi, italiensk skuespiller og operasanger (født 1913).
- 5. marts – William Powell, amerikansk skuespiller (født 1892).
- 6. marts – Martin Niemöller, tysk ubådskaptajn og præst (født 1892).
- 7. marts – Jørn Rubow, dansk kunsthistoriker og museumsleder (født 1908).
- 7. marts – Ole Hagen, dansk arkitekt (født 1913).
- 12. marts – Gertrud Kudielka, østrigungarsk-født dansk keramiker (født 1896).
- 12. marts – Gotha Andersen, dansk skuespiller (født 1921).
- 12. marts – Hakon Ahlberg, svensk arkitekt, forfatter og redaktør (født 1891).
- 14. marts – Magnus Læssøe Stephensen, dansk arkitekt og formgiver (født 1903).
- 21. marts – Gordon Schmiegelow, dansk direktør (født 1899).
- 21. marts – Jan Smith, dansk læge og kemiingeniør (født 1942).
- 23. marts – Jean Prouvé, fransk smed, designer og arkitekt (født 1901).
- 23. marts – Knud Børge Andersen, dansk politiker (født 1914).
- 24. marts – Sam Jaffe, amerikansk skuespiller (født 1891).
- 25. marts – Mogens Skot-Hansen, dansk jurist, instruktør og filmproducent (født 1908).
- 26. marts – Ahmed Sékou Touré, Guineas præsident (født 1922).
- 26. marts – Henning Ipsen, dansk forfatter (født 1930).

## April
| - Marvin Gaye - Hans Mathiesen Lunding - Pjotr Kapitsa - Ansel Adams - Count Basie |

- 1. april – Marvin Gaye, amerikansk sanger (født 1939).
- 3. april – Antanas Račiūnas, litauisk pianist, komponist og lærer (født 1905).
- 5. april – Hans Mathiesen Lunding, dansk oberst, modstandsmand og chef for Forsvarets Efterretningstjeneste (født 1899).
- 8. april – Pjotr Kapitsa, sovjetisk fysiker og nobelprismodtager (født 1894).
- 9. april – Anders B. Nørgaard, dansk journalist og redaktør (født 1905).
- 10. april – Jakub Berman, polsk politiker (født 1901).
- 15. april – Konstantin Ivanov, russisk dirigent og komponist (født 1907).
- 16. april – Giovanni Lattuada, italiensk gymnast (født 1905).
- 16. april – Simon Spies, dansk forretningsmand (født 1921).
- 17. april – Mark Wayne Clark, amerikansk general (født 1896).
- 17. april – Yvonne Fletcher, engelsk politibetjent (født 1958).
- 19. april – Abdullah el Hag, egyptisk cirkuskunstner (født 1910).
- 20. april – Karl Hipfinger, østrigsk vægtløfter (født 1905).
- 22. april – Ansel Adams, amerikansk fotograf (født 1902).
- 23. april – Erling Nilsen, norsk bokser (født 1910).
- 23. april – Palle Fischer, dansk forfatter (født 1928).
- 23. april – Red Garland, amerikansk pianist (født 1923).
- 26. april – Count Basie, amerikansk pianist og orkesterleder (født 1904).
- 26. april – Theodore David Collet, britisk roer (født 1901).

## Maj
| - Hans Iversen - Stanislaw Ulam - Irwin Shaw - Andrea Leeds - Karl-August Fagerholm |

- 1. maj – Hans Iversen, færøsk købmand og borgmester (født 1886).
- 1. maj – Knute Hansen, dansk-amerikansk bokser (født 1903).
- 3. maj – Frederik Christian Lund, dansk stadsarkitekt (født 1896).
- 8. maj – William Ling, engelsk fodbolddommer (født 1908).
- 11. maj – Toni Turek, tysk fodboldspiller (født 1919).
- 12. maj – Matías González, uruguayansk fodboldspiller (født 1925).
- 13. maj – Stanislaw Ulam, polsk-amerikansk matematiker og kernefysiker (født 1909).
- 16. maj – Andy Kaufman, amerikansk skuespiller og performancekunstner (født 1949).
- 16. maj – Irwin Shaw, amerikansk skuespiller (født 1913).
- 19. maj – Henrik Tikkanen, finsk-svensk tegner og forfatter (født 1924).
- 20. maj – Ólafur Jóhannesson, islandsk advokat, professor og minister (født 1913).
- 21. maj – Andrea Leeds, amerikansk skuespiller (født 1914).
- 21. maj – Carl Petersen, dansk minister (født 1894).
- 22. maj – John Marley, amerikansk skuespiller (født 1907).
- 22. maj – Karl-August Fagerholm, finsk statsminister (født 1901).
- 24. maj – Johan Nielsen, færøsk præst og politiker (født 1919).
- 24. maj – Vincent J. McMahon, amerikansk wrestling-promoter (født 1914).
- 25. maj – Henning Norbert Knudsen, dansk rocker-præsident kendt som Makrellen (født 1960).
- 25. maj – Ove Sopp, dansk harmonikaspiller, komponist og kapelmester (født 1916).
- 26. maj – Edoardo Garzena, italiensk bokser (født 1900).
- 26. maj – Jens Just Jermiin, dansk landsretssagfører, kammerherre og hofjægermester (født 1907).
- 27. maj – Vasilije Mokranjac, serbisk pianist, komponist og professor (født 1923).
- 28. maj – Eric Morecambe, britisk komiker (født 1926).
- 29. maj – Kim Sung-Gan, japansk fodboldspiller (født 1912).

## Juni
| - Åke Ohlmarks - Sigge Fürst - Enrico Berlinguer - Ken Armstrong - Joseph Losey |

- 5. juni – Povl Sabroe, dansk journalist, redaktør og revydirektør (født 1897).
- 6. juni – Inge Fischer Møller, dansk socialrådgiver og politiker (født 1939).
- 6. juni – Åke Ohlmarks, svensk religionshistoriker, forfatter og oversætter (født 1911).
- 7. juni – Rudolf Stahl, tysk håndboldspiller (født 1912).
- 8. juni – Gordon Jacob, engelsk komponist (født 1895).
- 11. juni – Sigge Fürst, svensk skuespiller og sanger (født 1905).
- 11. juni – Enrico Berlinguer, italiensk politiker (født 1922).
- 13. juni – Ken Armstrong, engelsk-newzealandsk fodboldspiller (født 1924).
- 22. juni – Joseph Losey, amerikansk filminstruktør (født 1909).
- 23. juni – Aage V. Jørgensen, dansk direktør og konsul (født 1892).
- 24. juni – Hans Heister, dansk modstandsmand og civilingeniør (født 1902).
- 25. juni – Michel Foucault, fransk filosof, idéhistoriker og professor (født 1926).

## Juli
| - Flora Robson - Randall Thompson - Big Mama Thornton - James Mason - Paul le Flem |

- 1. juli – Víctor Avendaño, argentinsk bokser (født 1907).
- 3. juli – Ernesto Mascheroni, uruguayansk fodboldspiller (født 1907).
- 7. juli – Flora Robson, engelsk skuespiller (født 1902).
- 9. juli – Randall Thompson, amerikansk komponist og musikpædagog (født 1899).
- 10. juli – Poul Erik Krogen, dansk pianist og historiefortæller (født 1926).
- 11. juli – Karel Mengelberg, nederlandsk komponist, dirigent og forfatter (født 1902).
- 13. juli – Marinus de Jong, hollandsk-belgisk pianist, komponist og lærer (født 1891).
- 24. juli – Frank Butler, amerikansk trommeslager (født 1928).
- 25. juli – Big Mama Thornton, amerikansk sanger (født 1926).
- 25. juli – George Renwick, britisk atlet (født 1901).
- 26. juli – Ed Gein, amerikansk morder og gravrøver (født 1906).
- 26. juli – George Horace Gallup, amerikansk statistiker (født 1901).
- 27. juli – James Mason, engelsk skuespiller (født 1909).
- 31. juli – Paul le Flem, fransk komponist og lærer (født 1881).

## August
| - Richard Burton - Tigran Petrosjan - Truman Capote - Muhammad Naguib |

- 1. august – Georg Ehrenskjold, dansk oberstløjtnant (født 1898).
- 2. august – Robert Jensen, dansk hockeyspiller (født 1916).
- 4. august – Donald Johnston, amerikansk roer (født 1899).
- 5. august – Richard Burton, walisisk skuespiller (født 1925).
- 8. august – Abraham Even-Shoshan, russisk-israelsk sprogforsker (født 1906).
- 11. august – Oda Bjørnholt, dansk modstandskvinde (født 1898).
- 12. august – Margaret Sutherland, australsk pianist og komponist (født 1897).
- 13. august – Tigran Petrosjan, sovjetisk skakspiller (født 1929).
- 15. august – Norman Petty, amerikansk musiker og musikproducer (født 1927).
- 16. august – György Kosa, ungarsk pianist, komponist, dirigent og professor (født 1897).
- 17. august – Viggo Kramme, dansk direktør (født 1905).
- 18. august – Jarl Bruu, norsk bokser (født 1897).
- 19. august – Egon Aagaard, dansk harmonikaspiller og skuespiller (født 1941).
- 21. august – Robert Corydon, dansk forfatter (født 1924).
- 25. august – Truman Capote, amerikansk forfatter (født 1924).
- 28. august – Muhammad Naguib, egyptisk præsident (født 1901).

## September
| - Adam Malik - Ernest Tubb - Janet Gaynor - Walter Pidgeon - Shelly Manne |

- 2. september – Sándor Cséfai, ungarsk håndboldspiller (født 1904).
- 5. september – Adam Malik, indonesisk journalist og politiker (født 1917).
- 6. september – Ernest Tubb, amerikansk sanger og sangskriver (født 1914).
- 11. september – Hilding Hallnäs, svensk komponist og kirkemusiker (født 1903).
- 12. september – Lola Anglada, catalansk illustrator og børnebogsforfatter (født 1892).
- 14. september – Janet Gaynor, amerikansk skuespiller (født 1906).
- 17. september – Poul Kierkegaard, dansk rektor (født 1908).
- 17. september – Sven Jonasson, svensk fodboldspiller (født 1909).
- 25. september – Walter Pidgeon, canadisk skuespiller (født 1897).
- 26. september – Shelly Manne, amerikansk trommeslager (født 1920).

## Oktober
| - Paul Dirac - François Truffaut - Oskar Werner - Indira Gandhi |

- 1. oktober – Martin Ryle, engelsk radioastronom (født 1918).
- 4. oktober – Virgil Jacomini, amerikansk roer (født 1899).
- 7. oktober – Carl Lindberg, dansk bokser (født 1904).
- 12. oktober – Anthony Berry, britisk politiker (født 1925).
- 12. oktober – Kjeld Bonfils, dansk pianist, vibrafonspiller og komponist (født 1918).
- 17. oktober – Peder Møller, dansk gymnast (født 1897).
- 18. oktober – Søren Melson, dansk maler og instruktør (født 1916).
- 19. oktober – Erik Moltke, dansk runolog (født 1901).
- 19. oktober – Jerzy Popiełuszko, polsk præst (født 1947).
- 20. oktober – Erik Kragh, dansk officer, modstandsmand og politiker (født 1901).
- 20. oktober – Paul Dirac, engelsk fysiker og nobelprismodtager (født 1902).
- 21. oktober – Dalibor Vačkář, kroatisk-tjekkisk violinist og komponist (født 1906).
- 21. oktober – François Truffaut, fransk filminstruktør (født 1932).
- 23. oktober – Oskar Werner, østrigsk skuespiller (født 1922).
- 31. oktober – Indira Gandhi, indisk premierminister (født 1917).

## November
| - Marcel Moyse - Martin Luther King, Sr. - Alexander Moyzes - Trygve Bratteli |

- 1. november – Marcel Moyse, fransk fløjtenist (født 1889).
- 1. november – Norman Krasna, amerikansk forfatter, filmproducer og -instruktør (født 1909).
- 3. november – Aldo Donati, italiensk fodboldspiller (født 1910).
- 3. november – Eduardas Balsys, litauisk hornist, komponist og professor (født 1919).
- 7. november – Christian Pedersen-Bellinge, dansk kunstmaler (født 1897).
- 8. november – Collin Walcott, amerikansk musiker (født 1945).
- 10. november – Edward Crankshaw, britisk historiker og journalist (født 1909).
- 11. november – Erik Husfeldt, dansk læge og medlem af Frihedsrådet (født 1901).
- 11. november – Martin Luther King, Sr., amerikansk baptistpræst (født 1899).
- 13. november – Sune Andresen, dansk forfatter og højskoleforstander (født 1902).
- 14. november – Adhemar Canavesi, uruguayansk fodboldspillere (født 1903).
- 14. november – Ditte Cederstrand, dansk forfatter (født 1915).
- 16. november – Edvin Tiemroth, dansk skuespiller og instruktør (født 1915).
- 17. november – Jan Novák, tjekkisk pianist, komponist, dirigent, lærer og poet (født 1921).
- 20. november – Alexander Moyzes, slovakisk organist, komponist, dirigent og professor (født 1906).
- 20. november – Kristian Djurhuus, færøsk politiker (født 1895).
- 20. november – Trygve Bratteli, norsk statsminister (født 1910).
- 29. november – Arne Fog Pedersen, dansk kirkeminister og højskoleforstander (født 1911).
- 30. november – Jiro Miyake, japansk fodboldspiller (født 1900).

## December
| - Vladimir Tjelomej - Vicente Aleixandre - Dmitrij Ustinov - Peter Lawford - Peder Halskov Clausager |

- 1. december – Roelof Frankot, hollandsk maler (født 1911).
- 7. december – Bernard Ormanowski, polsk roer (født 1907).
- 8. december – Vladimir Tjelomej, sovjetisk raketkonstruktør (født 1914).
- 10. december – Hans Bendix, dansk tegner og maler (født 1898).
- 11. december – Carl Christensen, dansk virksomhedsgrundlægger (født 1899).
- 14. december – Ove Mandrup-Poulsen, dansk arkitekt og modstandsmand (født 1899).
- 14. december – Vicente Aleixandre, spansk poet og nobelprismodtager (født 1898).
- 17. december – Sonja Ferlov Mancoba, dansk-fransk billedhugger (født 1911).
- 20. december – Dmitrij Ustinov, sovjetisk forsvarsminister (født 1908).
- 20. december – Stanley Milgram, amerikansk socialpsykolog (født 1933).
- 21. december – Hilmar Wulff, dansk forfatter (født 1908).
- 21. december – Kenny Clare, engelsk trommeslager (født 1929).
- 22. december – Vilhelm Lauritzen, dansk arkitekt (født 1894).
- 24. december – Peter Lawford, engelsk-amerikansk skuespiller (født 1923).
- 26. december – Peder Halskov Clausager, dansk civilingeniør og politiker (født 1900).
- 28. december – Sam Peckinpah, amerikansk instruktør (født 1925).
- 29. december – Leo Robin, amerikansk komponist og sangskriver (født 1900).
- 30. december – Klaus Scharling Nielsen, dansk skuespiller (født 1932).

## Ukendt dødsdato
- Gordon Goodwin, britisk atlet (født 1895).
- Alfonso de Elias, mexicansk organist, komponist, og lærer (født 1902).
- Motoo Tatsuhara, japansk fodboldspiller (født 1913).